# 塔维·坦米宁
塔维·坦米宁（芬蘭語：Taavi Tamminen，1889年3月10日—1967年1月19日），芬兰男子摔跤运动员。他曾代表芬兰参加1920年夏季奥林匹克运动会摔跤比赛，获得男子古典式轻量级银牌。